# Komenda Rejonu Uzupełnień Zawiercie

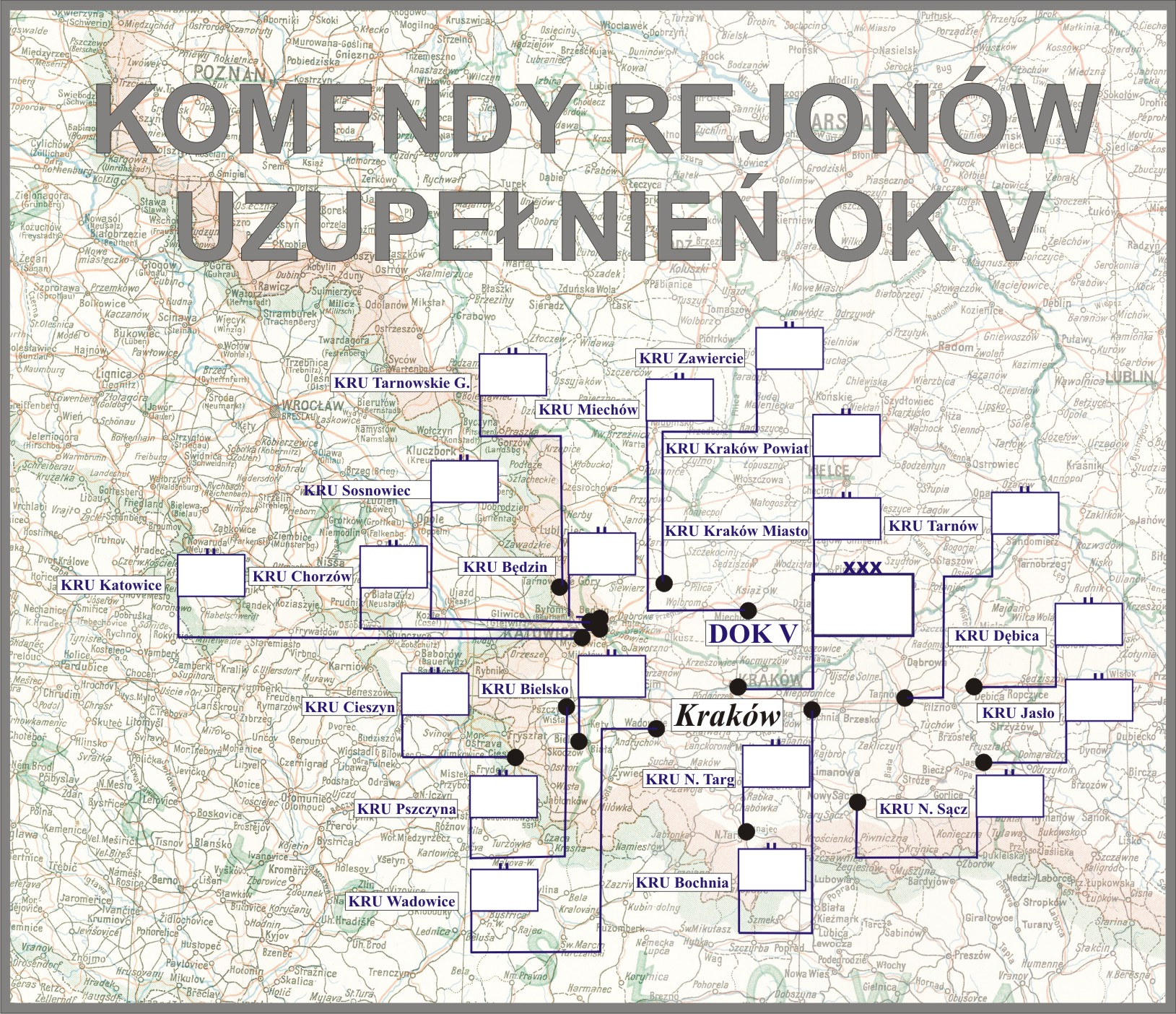
Komendy rejonów uzupełnień OK V

Komenda Rejonu Uzupełnień Zawiercie (KRU Zawiercie) – organ wojskowy właściwy w sprawach uzupełnień Sił Zbrojnych II Rzeczypospolitej i administracji rezerw w powierzonym mu rejonie.

## Historia komendy
Z dniem 1 października 1927 roku na terenie Okręgu Korpusu Nr V została utworzona Powiatowa komenda Uzupełnień Zawiercie, która obejmowała swoją właściwością powiat zawierciański, wyłączony z PKU Sosnowiec.
PKU Zawiercie funkcjonowała na podstawie ustawy z dnia 23 maja 1924 roku o powszechnym obowiązku służby wojskowej oraz rozporządzeń wykonawczych do tejże ustawy, a także „Tymczasowej instrukcji służbowej dla PKU”, wprowadzonej do użytku rozkazem MSWojsk. Dep. Piech. L. 100/26 Pob.
Zadania i organizacja PKU określone zostały w wydanej 27 maja 1925 roku instrukcji organizacyjnej służby poborowej na stopie pokojowej. W skład PKU Zawiercie wchodziły dwa referaty: I) referat administracji rezerw i II) referat poborowy.
W marcu 1930 roku PKU Zawiercie była nadal podporządkowana Dowództwu Okręgu Korpusu Nr V w Krakowie i administrowała powiatem zawierciańskim. W grudniu tego roku komenda posiadała skład osobowy typ IV.
31 lipca 1931 roku gen. dyw. Kazimierz Fabrycy, w zastępstwie ministra spraw wojskowych, rozkazem B. Og. Org. 4031 Org. wprowadził zmiany w organizacji służby poborowej na stopie pokojowej. Zmiany te polegały między innymi na zamianie stanowisk oficerów administracji w PKU na stanowiska oficerów broni (piechoty) oraz zmniejszeniu składu osobowego PKU typ I–IV o jednego oficera i zwiększeniu o jednego urzędnika II kategorii. Liczba szeregowych zawodowych i niezawodowych oraz urzędników III kategorii i niższych funkcjonariuszy pozostała bez zmian.
1 lipca 1938 roku weszła w życie nowa organizacja służby uzupełnień, zgodnie z którą dotychczasowa PKU Zawiercie została przemianowana na Komendę Rejonu Uzupełnień Zawiercie przy czym nazwa ta zaczęła obowiązywać 1 września 1938 roku, z chwilą wejścia w życie ustawy z dnia 9 kwietnia 1938 roku o powszechnym obowiązku wojskowym. Obok wspomnianej ustawy i rozporządzeń wykonawczych do niej, działalność KRU Zawiercie normowały przepisy służbowe MSWojsk. D.D.O. L. 500/Org. Tjn. Organizacja służby uzupełnień na stopie pokojowej z 13 czerwca 1938 roku. Zgodnie z tymi przepisami komenda rejonu uzupełnień była organem wykonawczym służby uzupełnień .
Komendant rejonu uzupełnień w sprawach dotyczących uzupełnień Sił Zbrojnych i administracji rezerw podlegał bezpośrednio dowódcy Okręgu Korpusu Nr V, który był okręgowym organem kierowniczym służby uzupełnień. Rejon uzupełnień nie uległ zmianie i nadal obejmował powiat zawierciański.
KRU Zawiercie była jednostką mobilizującą. Pod względem mobilizacji materiałowej była przydzielona do 11 pp w Tarnowskich Górach. Zgodnie z planem mobilizacyjnym „W” komendant rejonu uzupełnień był odpowiedzialny za przygotowanie i przeprowadzenie mobilizacji baonu piechoty typ specjalny nr 51. Wymieniony oddział miał być zmobilizowany w alarmie, w grupie jednostek oznaczonych kolorem niebieskim. Zawiązkiem nowej jednostki był Batalion ON „Zawiercie” z całą kadrą zawodową oficerów i podoficerów. Dowódca Baonu ON „Zawiercie” podlegał całkowicie i bezpośrednio pod względem mobilizacji komendantowi rejonu uzupełnień. Dowódcy 23 Dywizji Piechoty przysługiwało prawo kontroli eleboratów mobilizacyjnych.
Po ogłoszeniu mobilizacji KRU Zawiercie funkcjonowała na podstawie etatu pokojowego. Pod względem ewidencji i uzupełnień miała być przydzielona do Ośrodka Zapasowego 6 DP. KRU Zawiercie nadal podlegała dowódcy Okręgu Korpusu Nr V, ale jej zaopatrywanie należało do dowódcy Armii „Kraków”.

## Obsada personalna
Poniżej przedstawiono wykaz oficerów zajmujących stanowisko komendanta Powiatowej Komendy Uzupełnień i komendanta rejonu uzupełnień oraz wykaz osób funkcyjnych pełniących służbę w PKU i KRU Zawiercie, z uwzględnieniem najważniejszej zmiany organizacyjnej przeprowadzonej w 1938 roku.
| Komendanci                           | Komendanci              | Komendanci                       |
| ------------------------------------ | ----------------------- | -------------------------------- |
| Stopień, imię i nazwisko             | Okres pełnienia funkcji | Kolejne stanowisko (dalsze losy) |
| ppłk piech. Emanuel Jakubiczka       | X 1927 – 1 IV 1928      | dyspozycja MSWewn.               |
| ppłk kanc. / żand. Adam Jerzy Werner | XI 1928 – III 1932      | komendant PKU Kraków Miasto      |
| ppłk piech. Bronisław Grzebień       | III 1932 – 30 IX 1934   | stan spoczynku                   |
| mjr piech. Adolf Fryderyk Maresch    | XII 1934 – 1939         |                                  |

| Obsada pozostałych stanowisk funkcyjnych KRU w latach 1927–1938 | Obsada pozostałych stanowisk funkcyjnych KRU w latach 1927–1938 | Obsada pozostałych stanowisk funkcyjnych KRU w latach 1927–1938 | Obsada pozostałych stanowisk funkcyjnych KRU w latach 1927–1938 |
| --------------------------------------------------------------- | --------------------------------------------------------------- | --------------------------------------------------------------- | --------------------------------------------------------------- |
| kierownik I referatu administracji rezerw i zastępca komendanta | mjr gosp. Roman Mozer                                           | VII 1927 – 1 VI 1930                                            | stan spoczynku z dniem 31 VII 1930                              |
| kierownik I referatu administracji rezerw i zastępca komendanta | kpt. kanc. Ludwik Józef Chrobak                                 | VI 1930 – 15 IX 1932                                            | praktyka u płatnika 2 psp                                       |
| kierownik I referatu administracji rezerw i zastępca komendanta | kpt. piech. Marian Kazimierz Wojna                              | IX 1932 – VI 1938                                               | kierownik I referatu KRU                                        |
| kierownik II referatu poborowego                                | kpt. kanc. Julian Zygmunt Menhard                               | VII 1927 – VI 1930                                              | Biuro Inspekcji GISZ                                            |
| kierownik II referatu poborowego                                | kpt. piech. Stanisław Baster                                    | VI 1930 – XII 1931                                              | dyspozycja dowódcy OK V                                         |
| kierownik II referatu poborowego                                | kpt. piech. Władysław Marceli Radziszewski                      | III 1932 – był w VI 1935                                        | kierownik II referatu KRU Łódź Miasto II                        |
| referent                                                        | por. piech. Czesław Tadeusz Grzeszko                            | VII 1927 – IV 1928                                              | 86 pp                                                           |
| referent                                                        | kpt. piech. Franciszek Grzegorz Markiewicz                      | IV – XI 1928                                                    | referent PKU Lublin                                             |
| Obsada pozostałych stanowisk funkcyjnych KRU w latach 1938–1939 |                                                                 |                                                                 |                                                                 |
| kierownik I referatu ewidencji                                  | kpt. adm (piech.) Marian Kazimierz Wojna                        | VI 1938 – IX 1939                                               | niewola w Oflagu VII A Murnau                                   |
| kierownik II referatu uzupełnień                                | kpt. adm. (piech.) Dariusz Aleksander Podkuliński               | był w III 1939                                                  |                                                                 |